# Alkonyattól pirkadatig 2. – Texasi vérdíj
Az Alkonyattól pirkadatig 2. – Texasi vérdíj (eredeti cím: From Dusk Till Dawn 2: Texas Blood Money)
1999-es amerikai film amerikai akció-horror, amelyet 1999-ben mutattak be A Band Apart, a Dimension Films és a Los Hooligans Productions gyártásában. A film főszereplői Robert Patrick, Bo Hopkins és Duan Whitaker. Rendezője Scott Spiegel.

## Szereplők
| Karakter      | Színész         | Magyar hang    |
| ------------- | --------------- | -------------- |
| Buck          | Robert Patrick  | Incze József   |
| Lawson seriff | Bo Hopkins      | Tolnai Miklós  |
| Luther        | Duane Whitaker  | Csuja Imre     |
| C.W.          | Muse Watson     | Barbinek Péter |
| Ray Bob       | Brett Harrelson | Imre István    |
| Jesus         | Raymond Cruz    | Mikula Sándor  |
| Razor Eddie   | Danny Trejo     | Varga Tam      |